# Нор-Хачакап
Нор-Хачакап (арм. Նոր Խաչակապ) — село в Лорийской области Армении. Расположено на правом берегу реки Памбак. До Карабахского конфликта село называлось Сарал (азерб. Saral) и имело азербайджанское население.

## История
29 марта 1873 года в селе Сарал Александропольского уезда Эриванской губернии был открыт приход, который обслуживал 28 дымов, где проживало 307 азербайджанцев.

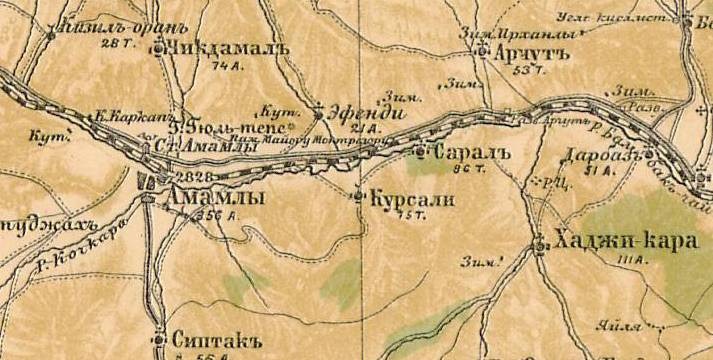
Сарал на военно-топографической карте Кавказского края 1877 года

По данным «Сборника сведений о Кавказе» за 1880 год, в селе Сарал Александропольского уезда было 63 двора и проживало 539 азербайджанцев (указаны как «татары»), 501 из которых были суннитами, а 38 — шиитами. Также при дороге села был расположен установленный в 1804 году памятник майору Монтрезору, известному среди жителей, как «Кара-майор».
По данным Кавказского календаря на 1910 год, в селе Сарал Александропольского уезда в 1908 году проживало 969 человек, в основном азербайджанцев, указанных как «татары».
28 июля 1978 года у села Сарал, где в 1804 году во время русско-персидской войны погибли русские солдаты, был открыт мемориальный комплекс.
В 1987 году начался Карабахский конфликт, приведший к межэтническим конфликтам между азербайджанцами и армянами. В результате, осенью 1988 года азербайджанское население Армении было изгнано. 27 ноября 1988 года один из руководителей КГБ, начальник управления внутренних дел и местный партийный руководитель объехали деревни Сарал и Гурасли в Спитакском районе, приказав азербайджанским жителям «убраться в течение двух недель». После того, как азербайджанское население отказалось покинуть сёла, на деревни напали вооруженные банды. Чиновники вернулись и повторили свои требования с угрозами. В итоге жители сёл, взяв с собой самое необходимое, уехали на автобусах. По дороге по колонне машин был открыт огонь, в результате чего погибло трое человек.
В Сарал переселились армяне из села Гушчу в Ханларском районе Азербайджана. Азербайджанцы же села Сарал бежали в село Чардахлы, где ранее проживали армяне. Село Сарал было переименовано в Нор-Хачакап.
В селе Сарал родился Национальный герой Азербайджана Асад Ахмедов.

## Азербайджанские кладбища села
В селе было расположено два азербайджанских кладбища. На одном из кладбищ покоится Анагыз Алиева, умершая в возрасте 104 лет. По состоянию на 2007 год, оба кладбища пребывали в заброшенном состоянии, а многие надгробия были разбиты. По словам главы сельской администрации Сурика Трузяна, когда-то из других регионов Армении в Сарал приезжали люди, которые погрузили в машину могильные плиты азербайджанцев и увезли их на переработку и перепродажу.